# Вернер Павеліцкі
Вернер Павеліцкі (Werner Pawelitzki) — німецький військовий чиновник, генерал-інтендант вермахту (1 травня 1944).

## Нагороди
- Почесний хрест ветерана війни з мечами (1934)
- Медаль «За вислугу років у Вермахті» 4-го класу (4 роки; 2 жовтня 1936)
- Хрест Воєнних заслуг 2-го і 1-го класу з мечами